# 3952 Russellmark
A 3952 Russellmark (ideiglenes jelöléssel 1986 EM2) a Naprendszer kisbolygóövében található aszteroida. Bulgarian National Observatory fedezte fel 1986. március 14-én.